# Eskipazar
Eskipazar là một huyện thuộc tỉnh Karabük, Thổ Nhĩ Kỳ. Huyện có diện tích 740 km² và dân số thời điểm năm 2007 là 13217 người, mật độ 18 người/km².